# Hylaeus euryscapus
Hylaeus euryscapus é uma espécie de insetos himenópteros, mais especificamente de abelhas pertencente à família Apidae.
A autoridade científica da espécie é Foerster, tendo sido descrita no ano de 1871.
Trata-se de uma espécie presente no território português.